# Алексенки (Белопольский район)
Алексенки (укр. Олексенки) — село,
Гуриновский сельский совет,
Белопольский район,
Сумская область,
Украина.
Код КОАТУУ — 5920683009. Население по переписи 2001 года составляет 26 человек .

## Географическое положение
Село Алексенки находится на расстоянии в 3 км от реки Павловка.
На расстоянии в 1 км расположены сёла Бубликово и Мылово.
Около села находится большое торфяное болото.